# كيث كريتشلو
كان كيث باري كريتشلو (بالإنجليزية: Keith Critchlow)‏ (16 مارس 1933 - 8 أبريل 2020) فنانًا ومحاضرًا ومؤلفًا وأستاذًا في الهندسة المعمارية ومؤسسًا مشاركًا لأكاديمية تيمينوس في المملكة المتحدة.

## سيرة ذاتية
تلقى كريتشلو تعليمه في مدرسة سمرهيل، ومدرسة سانت مارتينز للفنون، والكلية الملكية للفنون.
قام كريتشلو بأداء الخدمة الوطنية في سلاح الجو الملكي من 1951 إلى 1953. في القوات الجوية التقى فرانك بولينج.
بعد أن تم تعليمه في الأصل كرسام كلاسيكي، ذهب لدراسة الهندسة المقدسة وألف العديد من الكتب حول الهندسة، بما في ذلك؛ الأنماط الإسلامية: منهج تحليلي وكوني والهندسة المخفية للزهور.